# Geney (Doubs)
Geney é uma comuna francesa na região administrativa de Borgonha-Franco-Condado, no departamento de Doubs. Estende-se por uma área de 4,33 km². Em 2010 a comuna tinha 120 habitantes (densidade: 27,7 hab./km²).